# Zasłonak olszowy

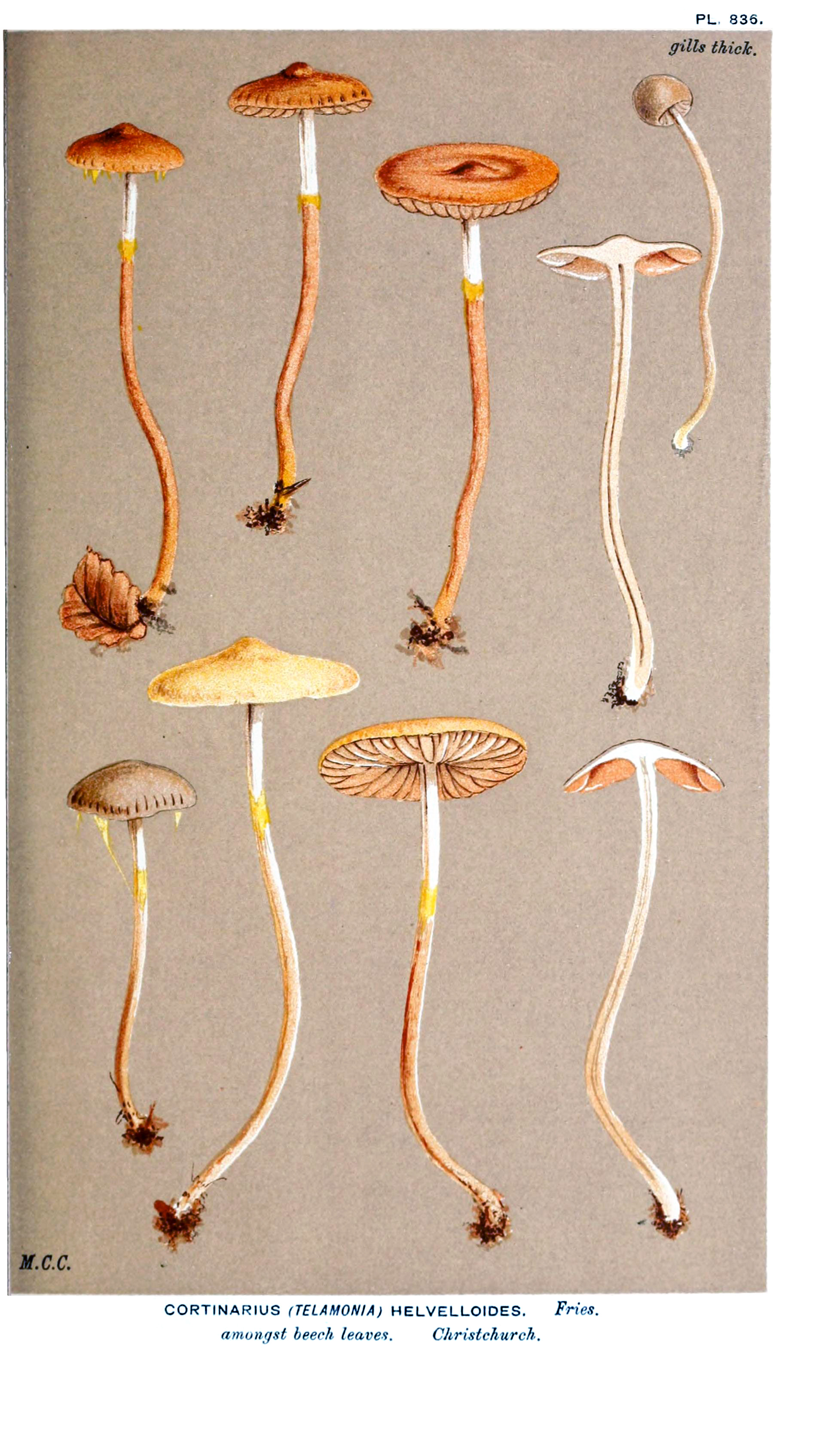

Zasłonak olszowy, zasłonak olchowy (Cortinarius helvelloides (Bull.) Fr.) – gatunek grzybów należący do rodziny zasłonakowatych (Cortinariaceae).

## Systematyka i nazewnictwo
Pozycja w klasyfikacji według Index Fungorum: Cortinarius, Cortinariaceae, Agaricales, Agaricomycetidae, Agaricomycetes, Agaricomycotina, Basidiomycota, Fungi.
Po raz pierwszy zdiagnozował go w 1791 r. Jean Baptiste François Pierre Bulliard, nadając mu nazwę Agaricus helvelloides. Obecną, uznaną przez Index Fungorum nazwę nadał mu Elias Fries w 1838 r.
Synonimy:

- Agaricus gentilis e helvelloides Fr. 1821
- Agaricus helvelloides Bull. 1791
- Cortinarius helvelloides (Bull.) Fr.1838 var. helvelloides
- Cortinarius helvelloides var. islandica P. Larsen 1931
- Hydrocybe helvelloides (Fr.) M.M. Moser 1953

Nazwę polską zaproponował Władysław Wojewoda w 1999 r., Andrzej Nespiak w 1981 r. opisywał ten gatunek jako zasłonak olchowy.

## Morfologia
Kapelusz
Średnica 0,5–3 cm, początkowo stożkowaty lub dzwonkowaty, potem płaskowypukły, zazwyczaj z tępym garbem. Powierzchnia matowa, promieniście włókienkowata. Jest silnie higrofaniczny; w stanie suchym jest ochrowy lub oliwkowoochrowy, w stanie wilgotnym ma barwę od czerwonobrązowej do brązowej. Brzeg połączony z trzonem żółtobrązową zasnówką, jej resztki utrzymują się przez dłuższy czas.
Blaszki
Szeroko przyrośnięte, rzadkie, u młodych owocników fioletowe z jaśniejszymi ostrzami, u starszych rdzawobrązowe.
Trzon
Wysokość 2–8 cm, grubość 2–5 mm, cylindryczny, sprężysty, czasami skręcony. Powierzchnia fioletowawa, oliwkowa lub rdzawobrunatna, silnie włókienkowata.
Miąższ grzyba
Cienki, żółtobrązowy, w górnej części trzonu u młodych okazów fioletowy, bez wyraźnego zapachu i smaku.
Zarodniki
Eliptyczne, 8–10 × 5–6,5 μm, brodawkowane. Wysyp zarodników rdzawy.

## Występowanie i siedlisko
Najliczniejsze stanowiska tego gatunku podano w Europie. Występuje tutaj od Francji, poprzez Anglię i Islandię po około 69°szerokości geograficznej na Półwyspie Skandynawskim. Brak informacji o jego występowaniu w południowej i południowo-wschodniej części Europy. W piśmiennictwie naukowym na terenie Polski do 2003 r. podano 8 stanowisk. Aktualne stanowiska w Polsce podaje internetowy atlas grzybów.
Grzyb mikoryzowy. Rośnie w grupkach w wilgotnych siedliskach i torfowiskach, wyłącznie pod olszynami. Od sierpnia do października.